# Ei Hisatora
Ei Hisatora est un nom japonais traditionnel ; le nom de famille (ou le nom d'école), Ei, précède donc le prénom (ou le nom d'artiste).
Ei Hisatora (頴娃 久虎, 1558-6 septembre 1587) est un samouraï de l'époque Sengoku au service du clan Shimazu. Il combat au cours de l'invasion de la province de Higo ainsi qu'à la bataille de la Mimi-gawa.
Hisatora meurt le 6 septembre 1587 après être tombé de son cheval.

## Source de la traduction
- (en) Cet article est partiellement ou en totalité issu de l’article de Wikipédia en anglais intitulé « Ei Hisatora » (voir la liste des auteurs).